# 弗里德姆 (纽约州)
弗里德姆（英語：Freedom）是位于美国纽约州卡特罗格斯县的一个镇，地处卡特罗格斯县的东北部。2010年美国人口普查时，该镇有2405人。最初的定居者于1811年12月到达此地。1820年，弗里德姆镇正式成立。